# Banke (dystrykt)

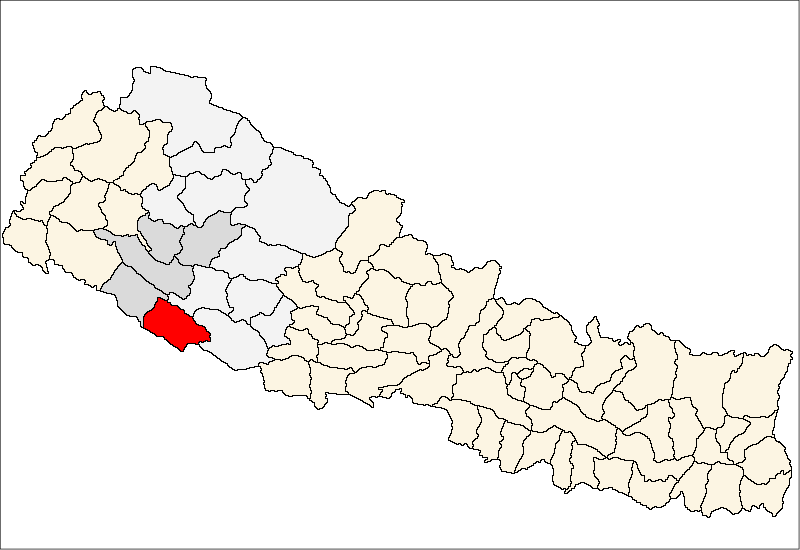
Dystrykt Banke

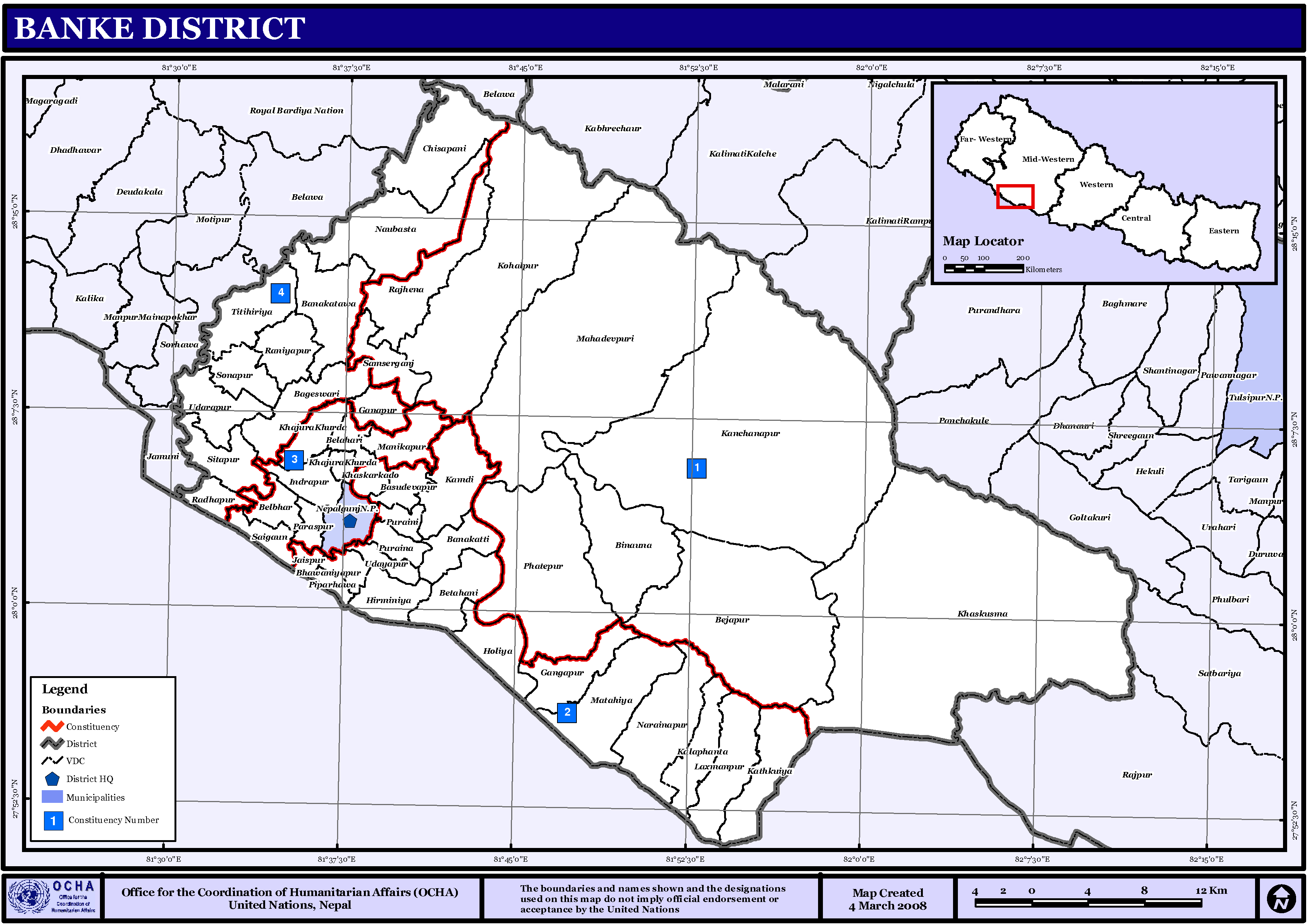
Dystrykt Banke

Dystrykt Banke (nep. बाँक) – jeden z siedemdziesięciu pięciu dystryktów Nepalu. Leży w strefie Bheri. Dystrykt ten zajmuje powierzchnię 2337 km², w 2001 zamieszkiwało go 385 840 ludzi. Stolicą jest Nepalgańdź.